# Situations
Situations é o segundo EP da banda americana de rock Escape the Fate. É composto por 3 faixas. As 3 faixas são destaque do álbum Dying Is Your Latest Fashion. Foi também o último lançamento que Ronnie Radke e Omar Espinosa fizeram com o Escape the Fate.

## Faixas
| N.º            | Título                 | Duração |  |
| 1.             | "Situations"           | 3:07    |  |
| 2.             | "Make Up"              | 3:27    |  |
| 3.             | "Situations (video) ↑" | 3:31    |  |
| Duração total: | Duração total:         | 9:65    |  |

## Sobre as músicas
- A primeira música, Situations, é o segundo single do álbum de estréia, Dying Is Your Latest Fashion,[1] lançada como single em 20 de novembro de 2007. A história da música é contada em primeira pessoa, e como mostra o vídeo da música, a partir do ponto de vista da Ronnie Radke. A carta se refere como ele gosta de tocar o coração das meninas (geralmente aquelas que foram para Ronnie antes) de dormir com elas por uma noite e depois fingir que nada aconteceu poderia ter acontecido.

- A segunda música (Make Up) foi re-gravada do álbum demo Escape the Fate lançado em 2005, que foi adicionada como faixa bônus na edição japonesa de Dying Is Your Latest Fashion. [2]

↑  A terceira faixa é o vídeo oficial de Situations.

## Créditos
- Ronnie Radke - vocal
- Omar Espinosa - guitarra base, vocal de apoio
- Max Green - baixo, vocal de apoio
- Bryan "Monte" Money - guitarra principal, vocal de apoio
- Robert Ortiz - bateria